# Karlo Letica
Karlo Letica (hr[kâːrlo lětitsa];n. 11 februarie 1997, Split, Croația) este un fotbalist croat, care joacă pe post de portar la Lausanne în Superliga Axpo. Pe plan internațional, are prezențe la națională pentru Croația U-19⁠(d).

## Cariera pe echipe
Letica și-a început cariera de fotbalist profesionist la Hajduk Split în 2015, după ce a ajuns la academie în 2008. A petrecut primii ani fiind împrumutat la mai multe echipe. A fost pentru prima dată împrumutat în februarie 2015 la echipa NK Mosor din al treilea eșalon al fotbalului croat împreună cu alți cinci jucători de la Hajduk. Cel de-al doilea club la care a fost împrumutat a fost NK Val, club tot de liga a treia. În august 2016, a fost împrumutat din nou, de data aceasta la un club din liga a doua, Rudeš, unde și-a făcut debutul în calificările pentru Cupa Croației.
În august 2017, Letica și-a făcut debutul pentru Hajduk, jucând într-o victorie în campionat scor 1-0 împotriva lui Slaven Belupo, în care nu a primit gol. La 11 martie 2018, Letica a marcat primul său gol la profesioniști în prelungirile meciului cu Istra 1961, iar golul său avea să stabilească scorul final de 3-2.
La 15 iunie 2018, Letica a plecat în străinătate și a semnat un contract pe patru ani cu clubul belgian Club Brugge KV.

## Cariera la națională
Letica a făcut parte din echipa U19 a Croației, care a jucat la Campionatul European de juniori sub 19 ani al UEFA din 2016. În august 2017 a fost chemat la meciurile Croației U21 împotriva Moldovei și Austriei. El și-a făcut debutul împotriva Austriei, meci care s-a încheiat la egalitate, scor 1-1.
În mai 2018, el a fost numit în lotul lărgit de 32 de jucători al echipei Croației pentru Campionatul Mondial din 2018 din Rusia dar nu a fost păstrat în lotul definitiv.

## Statisticile de club
Până pe 7 octombrie 2018
| Club             | Sezon         | Campionat           | Campionat | Campionat | Cupă    | Cupă   | Continental | Continental | Altele  | Altele | Total   | Total  |
| Club             | Sezon         | Divizie             | Meciuri   | Goluri    | Meciuri | Goluri | Meciuri     | Goluri      | Meciuri | Goluri | Meciuri | Goluri |
| ---------------- | ------------- | ------------------- | --------- | --------- | ------- | ------ | ----------- | ----------- | ------- | ------ | ------- | ------ |
| Hajduk Split     | 2017-2018     | Prva HNL            | 19        | 1         | 3       | 0      | 0           | 0           | -       | -      | 22      | 1      |
| Rudeš (împrumut) | 2016-2017     | Druga HNL           | 18        | 0         | 1       | 0      | -           | -           | -       | -      | 19      | 0      |
| Club Brugge      | 2018-2019     | Prima Ligă Belgiană | 10        | 0         | 0       | 0      | 2           | 0           | 1       | 0      | 13      | 0      |
| Total carieră    | Total carieră | Total carieră       | 47        | 1         | 4       | 0      | 2           | 0           | 1       | 0      | 54      | 1      |

1. ↑  Meciuri în Liga Campionilor UEFA
2. ↑  Meciuri în Supercupa Belgiei

## Palmares
NK Rudeš
- 2. HNL (1): 2016–17

Club Brugge
- Prima Ligă Belgiană (1): 2019–20
- Supercupa Belgiei (1): 2018

CFR Cluj
- Liga I (1): 2021–22